# Association sportive et culturelle Jaraaf
L'Association Sportive et Culturelle Jaraaf est un club omnisports sénégalais basé à Dakar.
Le club est né de la fusion en 1969 des espoirs de Dakar et du Foyer France Sénégal.
L'ASC Jaraaf est le club du Sénégal le plus titré du pays avec 16 coupes nationales et 13 championnats remportés. Elle est le club le plus titré de la Coupe de l'Assemblée Nationale également avec 5 titres.

## Palmarès

### Basket-ball

#### Femmes
- Championnat du Sénégal
  - Champion : 2000[3]
  - Vice-champion : 2008 et 2010[4]

### Football
- Coupe d'Afrique-Occidentale française (1) 
  - Vainqueur : 1948

- Champion du Sénégal (13) 
  - Champion : 1968, 1970, 1975, 1976, 1977, 1982, 1989, 1995, 2000, 2004, 2010, 2018, 2025

- Coupe du Sénégal (16) 
  - Vainqueur : 1967, 1968, 1970, 1973, 1975, 1982, 1983, 1985, 1991, 1993, 1994, 1995, 2008, 2009, 2013, 2023

- Coupe HCCT (5)
  - Vainqueur : 1987, 1991, 1991, 2003 et 2006
  - Finaliste : 2000, 2005, 2013

### Handball

#### Hommes
- Coupe d'Afrique des clubs champions
  - Finaliste : 1981
- Championnat du Sénégal
  - Vainqueur : ?

Parmi les joueurs du club dans les années 1980, on trouve notamment les frères Abdul Aziz, Cheikh et Douta Seck, également internationaux sénégalais.

#### Femmes
- Coupe du Sénégal
  - Finaliste : 2010[6]